# Charles Midgley Maud
Charles Midgley Maud (Rodley, 1º aprile 1898 – Ripon, 10 marzo 1974) è stato un aviatore inglese.
Comandante di stormo insignito della Distinguished Flying Cross, fu un asso dell'aviazione inglese della prima guerra mondiale con undici vittorie confermate. Messosi in affari dopo il conflitto, tornò al servizio militare durante la seconda guerra mondiale e prestò servizio fino al 1954.

## Biografia
Charles Midgley Maud era figlio di Charles Joseph Maud e sua moglie Lilian, di "The Rookery", a Rodley, a 6,4 km a nord-est da Bradford, nello Yorkshire. Ha studiato alla Shrewsbury School.

### Prima guerra mondiale
Maud fu inizialmente nominato sottotenente nella Royal Field Artillery il 5 agosto 1915. Si è trasferito al Royal Flying Corps nel luglio del 1917, ricevendo una settimana di formazione preliminare in classe presso la No 1 School of Military Aeronautics di Reading, prima di essere assegnato al No. 13 Training Squadron per il suo addestramento base di volo. È stato nominato flying officer il 23 dicembre ed il 3 gennaio 1918 è stato assegnato al No. 201 Training Squadron per l'addestramento avanzato di volo, seguito da un corso finale di due settimane presso la No. 2 School of Aerial Fighting and Gunnery al RFC Marske-by-the-Sea dal 26 febbraio.
Maud è stato assegnato al No. 66 Squadron RAF con base a San Pietro in Gu (PD) sui caccia monoposto Sopwith Camel l'8 marzo 1918 e poco dopo è stato promosso a tenente, retrodatato al 1º luglio 1917. Il suo squadron fu incaricato di pattugliamenti offensivi, bombardamenti e mitragliamenti sugli aeroporti nemici, ma il cattivo tempo impedì di volare per gran parte di aprile, quindi fu solo il 1º maggio che Maud ottenne la sua prima vittoria aerea, quando distrusse un Albatros D.III a sud-ovest di Conegliano (TV). Il giorno dopo distrusse un LVG C a sud di Oderzo (TV). Continuò a forzare "fuori controllo" un Albatros D.V a sud-ovest di Caldonazzo il 10 maggio, abbatte un Albatros D.III sopra la valle del Centa il 18 maggio e costrinse fuori controllo un altro D.V su Alano di Piave il 20 maggio, per ottenere il suo status di asso dell'aviazione.
Maud continuò a distruggere un Albatros D.III a sud di San Stino di Livenza l'8 giugno ed un LVG C a sud-ovest di Belluno il 10 luglio. Ha ottenuto altre tre vittorie in agosto, distruggendo LVG C a ovest di Feltre e sopra Vittorio Veneto il 5 e il 22 ed un DFW C il 23 sopra Vidor. È stato nominato flight commander con il grado provvisorio di capitano il 1º settembre e ha ottenuto la sua undicesima e ultima vittoria il 7 ottobre, forzando fuori controllo un altro Albatros D.V su Oderzo. La sua conta ammontava a cinque aerei da ricognizione nemici e tre caccia abbattuti, con altri tre aerei nemici forzati fuori controllo.
Le sue imprese gli valsero la Distinguished Flying Cross, come pubblicato sulla London Gazette il 7 novembre 1918: 
«Lieutenant Charles Midgley Maud.
A bold Scout Pilot, who possesses in a high degree the true fighting spirit. He has shot down seven enemy machines».
All'inizio del febbraio 1919 il governo italiano gli conferì la croce di guerra al valor militare ed il 24 febbraio Maud lasciò lo squadron n. 66 per tornare in Inghilterra.

### Il dopoguerra
Maud fu trasferito alla lista dei non occupati l'8 aprile 1919, infine lasciò l'incarico il 22 luglio 1921 per accettare un incarico nella Forza territoriale, come luogotenente nella 70th (West Riding) Brigade, Royal Field Artillery, fino al 22 agosto 1923.
Il 31 dicembre 1929 sciolse la sua società di intermediari di lana e lasciò l'azienda di famiglia.

### Seconda guerra mondiale
All'inizio della seconda guerra mondiale, Maud tornò al servizio militare, ricevendo l'incarico come ufficiale pilota nel ramo amministrativo e dei doveri speciali della riserva volontaria della Royal Air Force il 14 febbraio 1939. Il 12 agosto od il 5 settembre 1939 fu confermato nella sua nomina e promosso a flying officer.
Quando Maud ricevette una menzione nei dispacci il 1º gennaio 1940, ricoprì il ruolo di caposquadrone, ma fu solo il 22 ottobre 1943 che fu promosso al grado di guerra di flight lieutenant.
Egli avrebbe prestato servizio fino al 10 febbraio 1954, quando si dimise dalla suo incarico di caposquadriglia nella Riserva Volontari della RAF. Gli è stato permesso di mantenere il grado di wing commander al suo ritiro.
Oltre alle medaglie, Maud ricevette la 1914-15 Star, la British War Medal e la Medaglia interalleata della vittoria (Regno Unito) e la Defence Medal e la War Medal 1939-1945 per la seconda guerra mondiale e anche la medaglia di servizio speciale della polizia speciale rilasciata durante il periodo di guerra.
Maud morì a Ripon il 10 marzo 1974.